# 吹雪

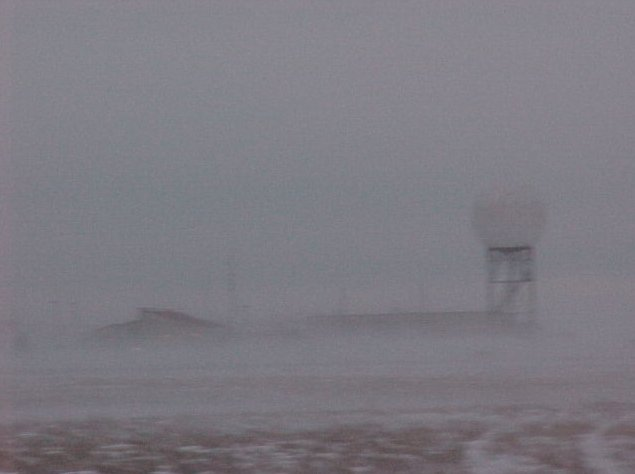
地面暴風雪期間吹雪導致能見度降低

吹雪是指被風從地面卷起的雪，或更高的高度，從而減少能見度。吹雪可以來自降雪或已積存在地面的雪，但在強風的作用下被捲起和吹散。吹雪是暴風雪的一個典型特徵，其METAR代碼為BLSN。如果雪保持在1.8米或6英尺以下，則稱為飄雪（METAR代碼：DRSN）。被吹起的雪可能會形成雪堆。

## 形成
在地面暴風雪中，吹雪會降低能見度。吹雪的形成有三種方式：
- 水平平流條件：風橫掃地表，幾乎沒有大規模的向上運動。
- 對流條件：風表現出大規模的向上運動，將雪捲入大氣中，形成高達500米（1,600英尺）的飄雪波浪。
- 熱力-機械混合條件：在大氣中形成大規模的對流滾動，暴風雪的對流滾動可能從太空中觀測到，形成類似於湖泊或海洋效應雪帶的雪波。[3]

在極端情況下，這些條件所形成的吹雪可以迅速掩埋一棟兩層樓的房屋，並使人在戶外呼吸變得非常困難甚至不可能。

## 另見
- 暴風雪
- 吹雪警告
- 地面暴風雪
- 雪飑
- 白曚天